# Gra anioła
Gra anioła (hiszp. El juego del ángel) – powieść hiszpańskiego pisarza Carlosa Ruiza Zafóna wydana w 2008 roku.

## Opis fabuły
Akcja powieści rozgrywa się w Barcelonie lat dwudziestych XX w. Opowieść rozgrywa się wokół pisarskiego talentu głównego bohatera Davida Martina. Prowadzi to do otrzymania przez niego tajemniczego zlecenia, które stanie się jego zbawieniem, jak i ciężkim brzemieniem...

## Bohaterowie
- David Martín
- Pedro Vidal
- Cristina Sagnier
- Andreas Corelli
- Pan Sempere
- Isabella Gispert
- Victor Grandes
- Ricardo Salvador
- Sebastián Valera
- Damián Roures
- Jaco Corbera